# Jakubina (imię)
Jakubina – imię żeńskie pochodzenia biblijnego, odpowiednik męskiego imienia Jakub, które wywodzi się od hebrajskiego Jaaqob – „niech Bóg strzeże” (inne tłumaczenie: „ten, którego Bóg ochrania”). Istnieje również etymologia, tłumacząca iż pochodzi ono od rdzenia יכב oznaczającego piętę (według tradycji patriarcha Jakub urodził się trzymając za piętę swojego brata Ezawa). Istnieje również imię Żaklina, które stanowi fonetyczny zapis francuskiego odpowiednika Jakubiny (Jacqueline). 
Jakubina imieniny obchodzi:
- 2 stycznia, jako wspomnienie bł. Jakubiny Monnier, zaliczającej się do grupy męczenników z diecezji Angers[1]
- 4 marca, jako wspomnienie bł. Placydy (Wiktorii Eulalii Jakubiny) Viel[2]
- 1 kwietnia, jako wspomnienie św. Jakubiny[3]

Znane osoby noszące to imię:   
- Jacqueline Bisset − brytyjska aktorka
- Jacqueline Bracamontes − meksykańska aktorka i modelka
- Jacqueline Briskin – brytyjska pisarka
- Jacqueline Carey – powieściopisarka
- Jacqueline Cochran – amerykańska pilotka
- Jackie Collins – brytyjska pisarka powieści sensacyjno-obyczajowych
- Jacqueline Fernandez – indyjska aktorka
- Jackie Joyner-Kersee – amerykańska lekkoatletka
- Jacqueline Kennedy (1929-1994) – żona Johna Kennedy'ego
- Jacqueline Moore – wrestlerka
- Jacqueline Pascal – francuska cysterka
- Jacqueline du Pré – angielska wiolonczelistka
- Jacqueline Seifriedsberger – austriacka skoczkini narciarska
- Jakubina Settesoli − włoska tercjarka
- Jacqueline Wilson – pisarka
- Jacqueline MacInnes Wood – kanadyjska aktorka

## Literatura
- E. G. Withycombe, The Oxford Dictionary of English Christian Names, Oxford 1977: The Clarendon Press, s. 170, s.v. Jacoba, Jacobina.